# Markiz Rockingham
Baronowie Rockingham 1. kreacji (parostwo Anglii)
- 1645–1653: Lewis Watson, 1. baron Rockingham
- 1653–1689: Edward Watson, 2. baron Rockingham
- 1689–1724: Lewis Watson, 3. baron Rockingham, kreowany w 1714 r. hrabią Rockingham, wicehrabią Sondes i baronem Throwley

Hrabiowie Rockingham 1. kreacji (parostwo Wielkiej Brytanii)
- 1714–1724: Lewis Watson, 1. hrabia Rockingham
- 1724–1745: Lewis Watson, 2. hrabia Rockingham
- 1745–1746: Thomas Watson, 3. hrabia Rockingham

Baronowie Rockingham 1. kreacji, cd.
- 1746–1750: Thomas Watson-Wentworth, 6. baron Rockingham, kreowany baronem Malton w 1728 r., hrabią Malton, wicehrabią Higham, baronem Harrowden i baronem Wath w 1733 r. oraz markizem Rockingham w 1746 r.

Markizowie Rockingham 1. kreacji (parostwo Wielkiej Brytanii)
- 1746–1750: Thomas Watson-Wentworth, 1. markiz Rockingham
- 1750–1782: Charles Watson-Wentworth, 2. markiz Rockingham, kreowany w 1750 r. hrabią Malton i baronem Malton w parostwie Irlandii